# Tsunetō Kyō

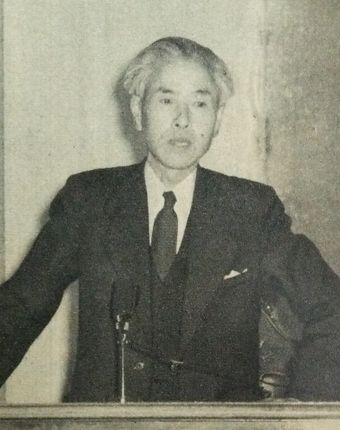
Tsunetō Kyō

Tsunetō Kyō (japanisch 恒藤 恭; geboren 3. Dezember 1888 in Matsue (Präfektur Shimane); gestorben 2. November 1967 in Kyōto) war ein japanischer juristischer Gelehrter.

## Leben und Wirken
Tsunetō Kyō, früh literarisch interessiert, beschäftigte sich während seiner Zeit an der „1. Mittelschule der Präfektur Shimane“ (島根県立第一中学校, Shimane kenritsu daiichi chūgakkō) mit den Schriftstellern Kikuchi Kan und Akutagawa Ryūnosuke. Nach seinem Studienabschluss an der juristischen Fakultät der Kaiserlichen Universität Kyōto im Jahr 1916 wurde er 1919 Professor an der Dōshisha-Universität, 1922 Assistenzprofessor an seiner Alma Mater und 1929 dort Professor. 1933 verließ er aus Protest gegen Eingriffe in die akademische Freiheit allgemein und insbesondere wegen der Entlassung seines Kollegen Takikawa Yukitoki die Universität. Danach arbeitete er als Dozent und Professor an der „Osaka University of Commerce“ (heute Städtische Universität Osaka).
Nach dem Zweiten Weltkrieg setzte sich Tsunetō zusammen mit dem Juristen Suekawa Hiroshi in der „Kansai Constitutional Study Group“ für eine moderne Verfassung ein. Von 1949 bis 1957 war er Präsident der Städtischen Universität Osaka, die ihn als Meiyo Kyōju verabschiedete, und daneben von 1946 bis 1949 Professor an der Universität Kyōto. 1949 wurde er Mitglied der Japanischen Akademie der Wissenschaften und war von 1962 bis 1965 Präsident der „Japan Legal Philosophy Association“ (日本法哲学会, Nihon hōtetsu gakkai). 1966 wurde er als Person mit besonderen kulturellen Verdiensten geehrt und mit dem Orden der Aufgehenden Sonne ausgezeichnet.
In der Frühzeit stand Tsunetō unter dem Einfluss des Neukantianismus von Stammler und anderen, aber später unter dem Einfluss der Lebensphilosophie (Diltheys, Simmels u. a.) und der Hegelschen Philosophie verkündete er seine eigene Rechtswissenschaft. Zu den wichtigsten Veröffentlichungen gehören: 
- „Hōritsu no seimei“ (法律の生命) – „Lebensdauer von Gesetzen“ 1927,
- „Hō no kihon mondai“ (法の基本問題) – „Grundfragen des Rechts“ 1936,
- „Hōteki jinkaku-sha no riron“ (法的人格者の理論) – „Theorie der Rechtspersönlichkeit“ 1936,
- „Tetsugaku to hōgaku“ (哲学と法学) – „Philosophie und Rechtslehre“ 1969,
- „Hō no seishin“ (法の精神) – „Geist des Rechts“ 1969 und
- „Hō to dōtoku“ (法と道徳) – „Recht und Moral“ 1969.